# ألان نولان
ألان نولان (بالإنجليزية: Alan Nolan)‏ هو لاعب قذف أيرلندي، ولد في 4 يونيو 1985 في دبلن في جمهورية أيرلندا.